# Иван Грозный и сын его Иван 16 ноября 1581 года
«Иван Грозный и сын его Иван 16 ноября 1581 года» (ошибочное разговорное название — «Иван Грозный убивает своего сына») — картина русского художника Ильи Репина, написанная в 1883—1885 годах.
Изображает эпизод из жизни Ивана Грозного, когда он в сильном гневе якобы нанёс смертельный удар своему сыну царевичу Ивану.
Хранится в собрании Государственной Третьяковской галереи в Москве. По состоянию на 2022 год восстановлена после вандализма. В конце декабря 2024 года возвращена в постоянную экспозицию.

## Предпосылки создания
Как отмечается в описании картины на сайте ГТГ, Репин не случайно указывает в её названии дату — 1581 год. Из воспоминаний автора известно, что замысел зародился у него в связи с мартовскими событиями 1881 года — взрывом брошенной народовольцем И. И. Гриневицким бомбы, осколками которой был убит царь Александр II. Позже мысль написать картину «Иван Грозный и сын его Иван…» возникла у художника, когда он возвращался с концерта Н. А. Римского-Корсакова, под впечатлением от симфонической сюиты «Антар». В своих воспоминаниях Репин описывает это так: «Как-то в Москве в 1881 году я слышал новую вещь Римского-Корсакова — „Месть“. Эти звуки завладели мною, и я подумал, нельзя ли воплотить в живописи то настроение, которое создалось у меня под влиянием этой музыки. Я вспомнил о царе Иване». Он также писал: «Какая-то кровавая полоса прошла через этот год, чувства были перегружены ужасами современности, но к ней страшно было подходить — не сдобровать! <…> Естественно было искать выхода наболевшему в истории».
Репин во время путешествия по Европе в 1883 году посетил бой быков, в своих воспоминаниях он писал: «Несчастья, живая смерть, убийства и кровь составляют … влекущую к себе силу… В то время на всех выставках Европы в большом количестве выставлялись кровавые картины. И я, заразившись, вероятно, этой кровавостью, по приезде домой, сейчас же принялся за кровавую сцену Иван Грозный с сыном. И картина крови имела большой успех».

## Создание
Как вспоминал Репин: «Писал — залпами, мучился, переживал, вновь и вновь исправлял уже написанное, упрятывал с болезненным разочарованием в своих силах, вновь извлекал и вновь шел в атаку. Мне минутами становилось страшно. Я отворачивался от этой картины, прятал её. На моих друзей она производила то же впечатление. Но что-то гнало меня к этой картине, и я опять работал над ней».

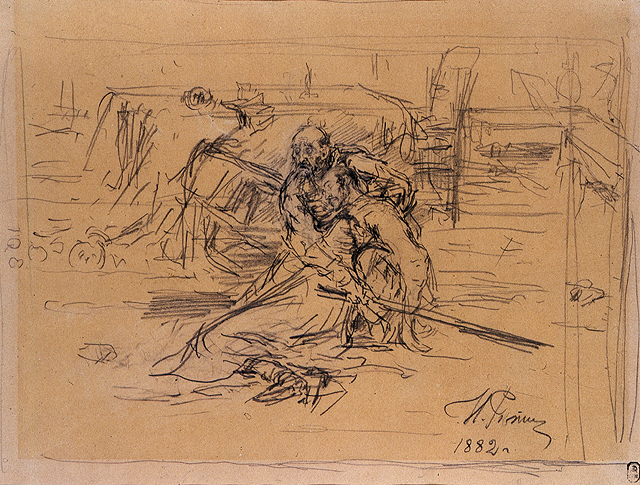
Эскиз, 1882 (ГРМ)
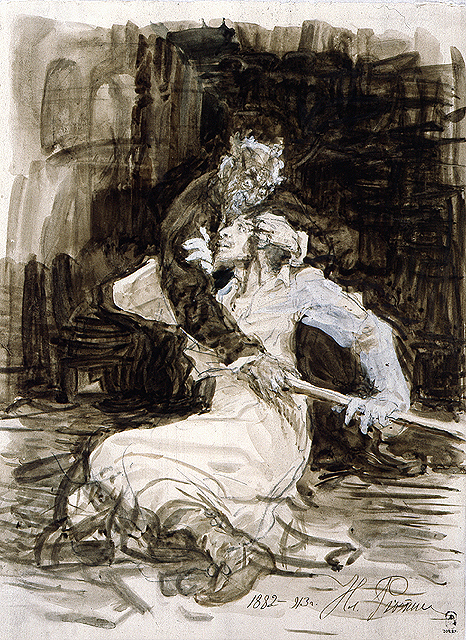
Эскиз-вариант, 1882, 1913 (ГРМ)
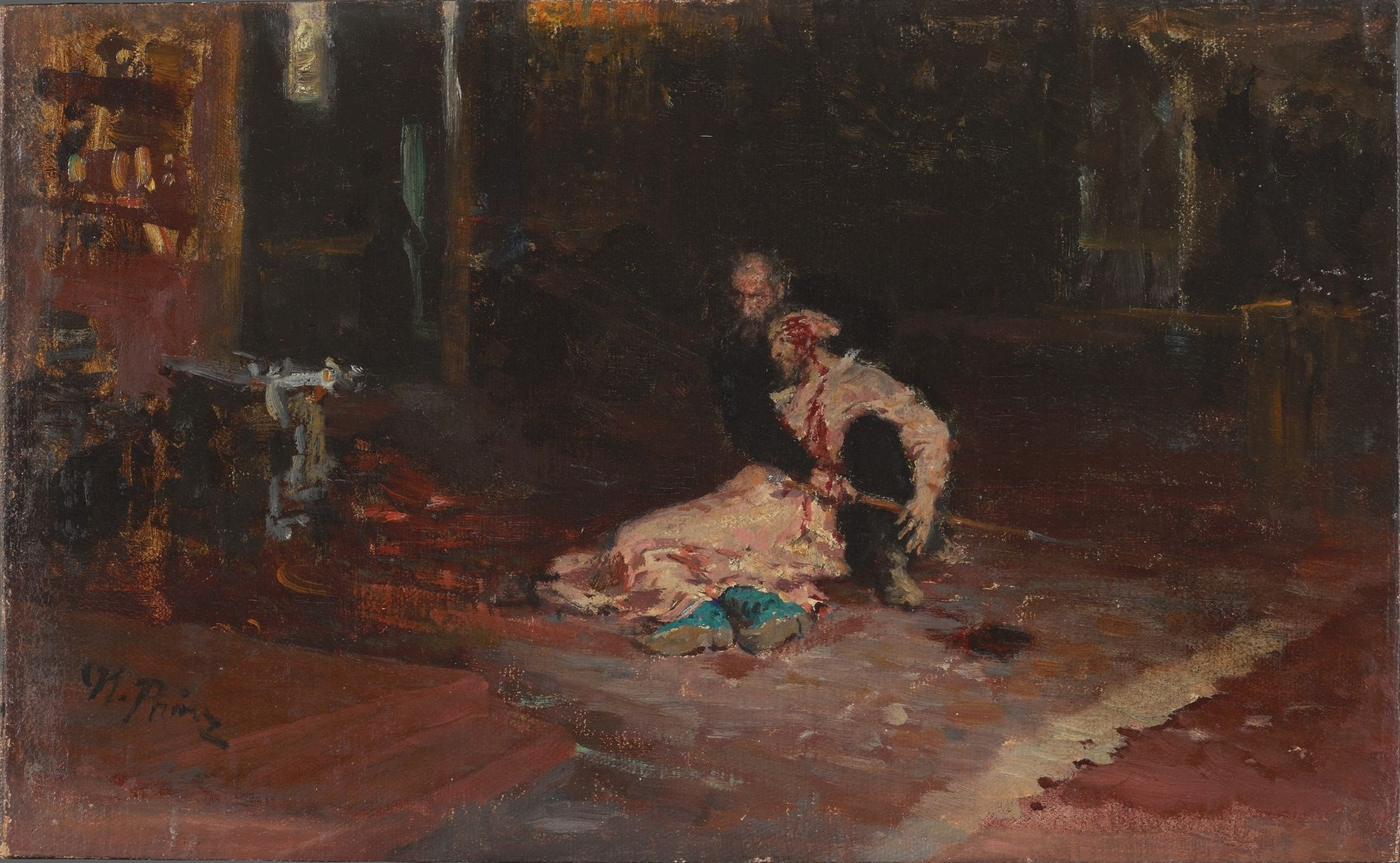
Эскиз, 1883, 1899 (ГТГ)
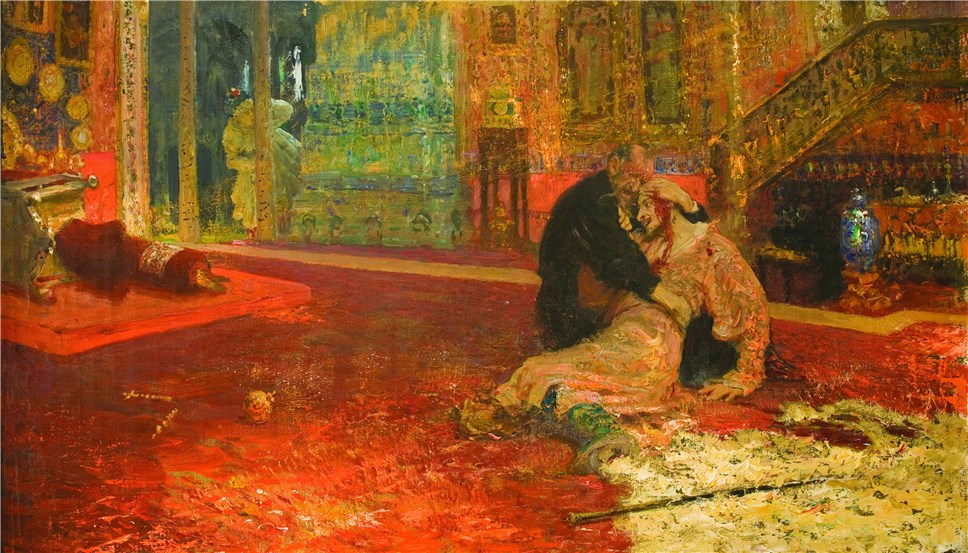
Вторая версия картины, 1909 год.  (Воронежский областной художественный музей)

В качестве натурщиков выступили: для создания образа царя Ивана — известный художник Г. Г. Мясоедов и композитор П. И. Бларамберг, для создания образа царевича — писатель В. М. Гаршин и художник В. К. Менк.

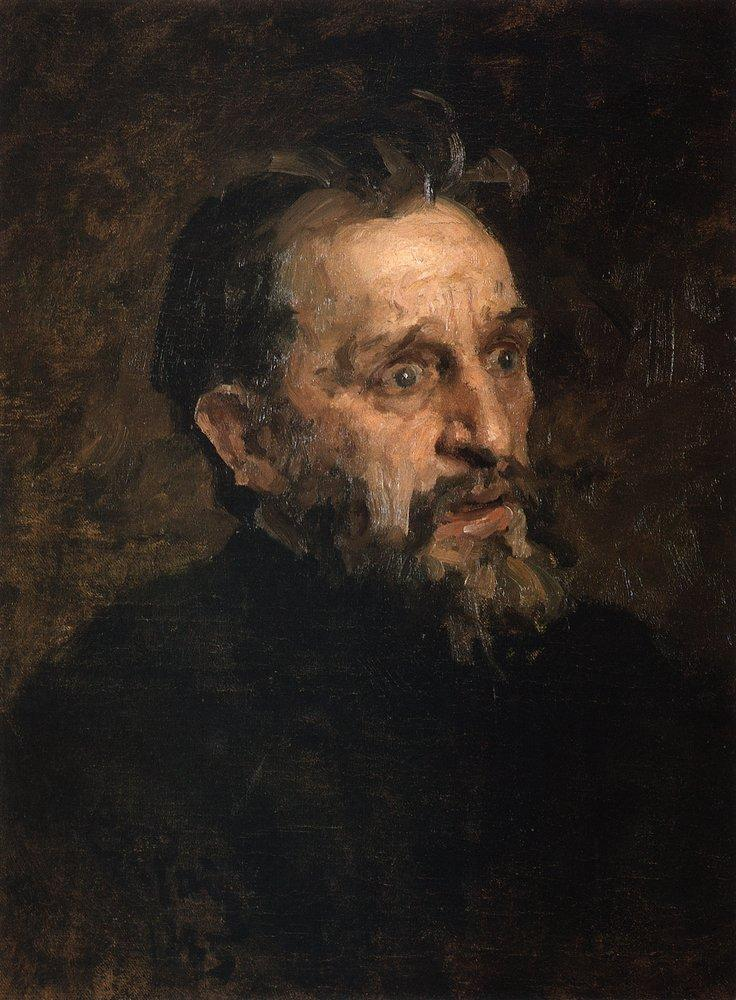
Мясоедов
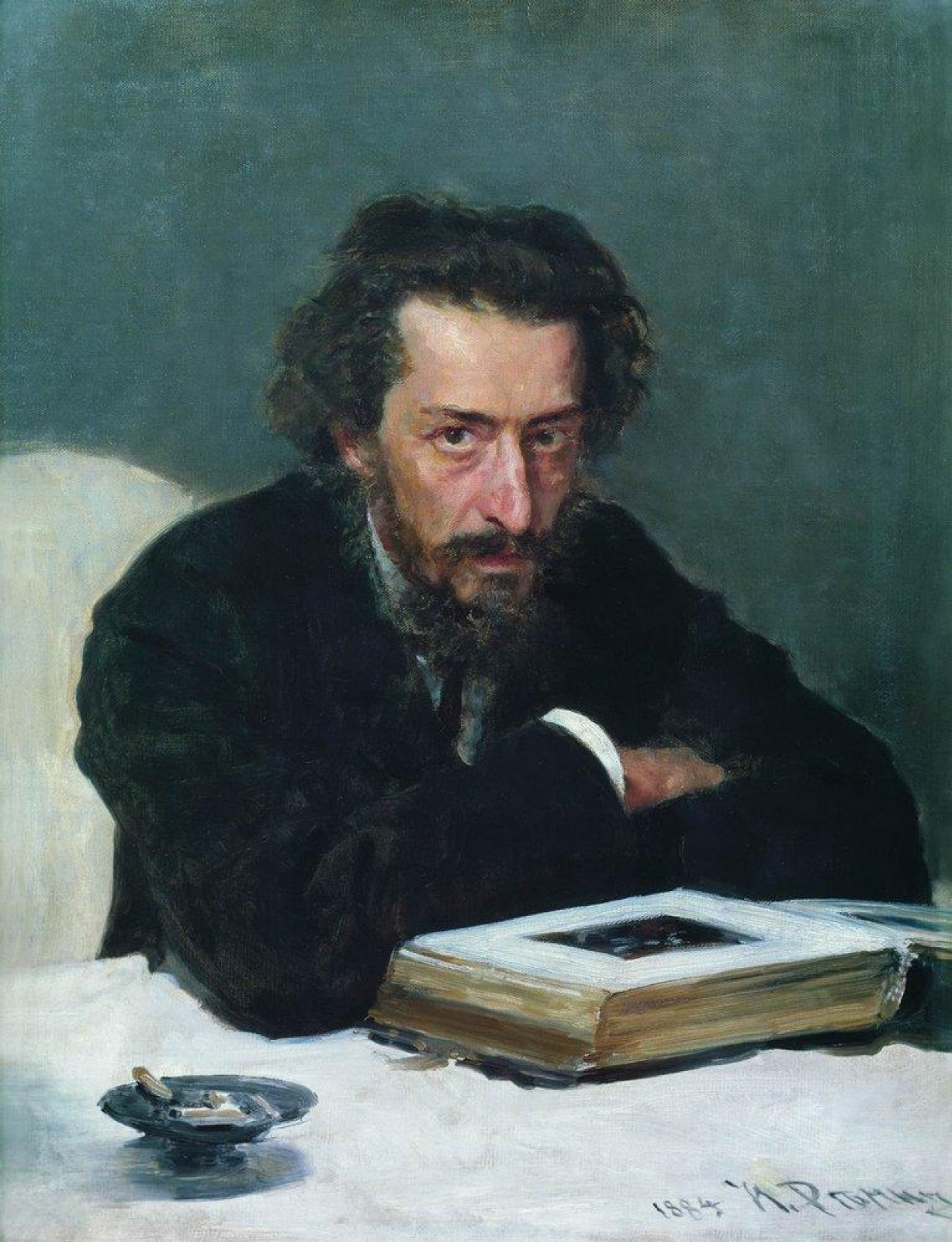
Портрет Бларамберга кисти Репина (не является этюдом к картине)
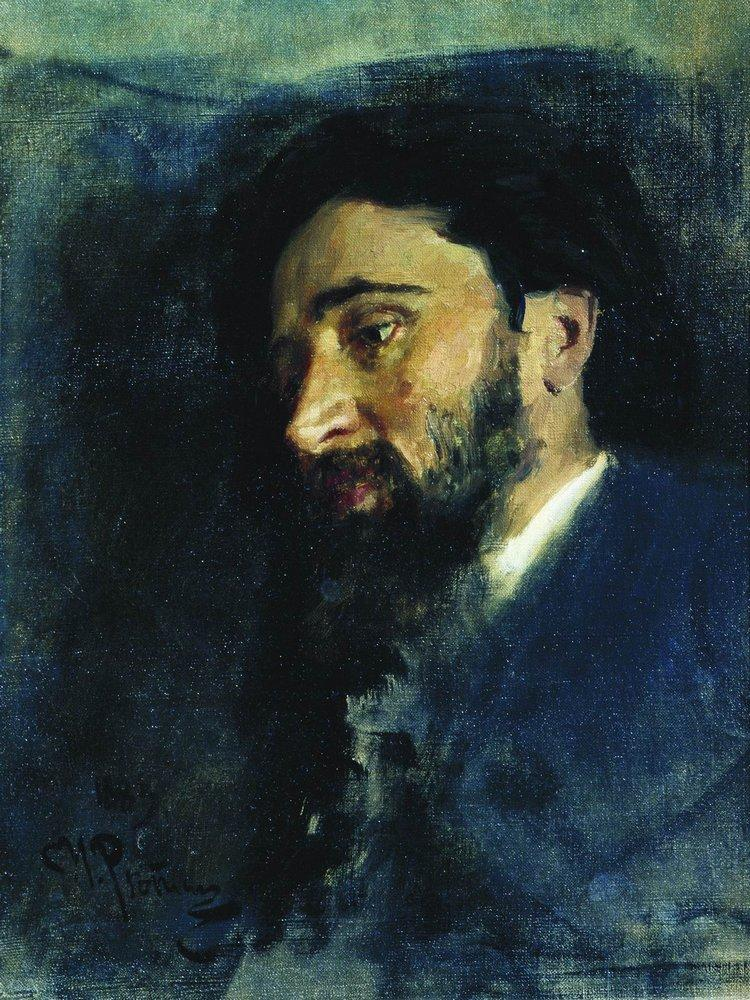
Гаршин
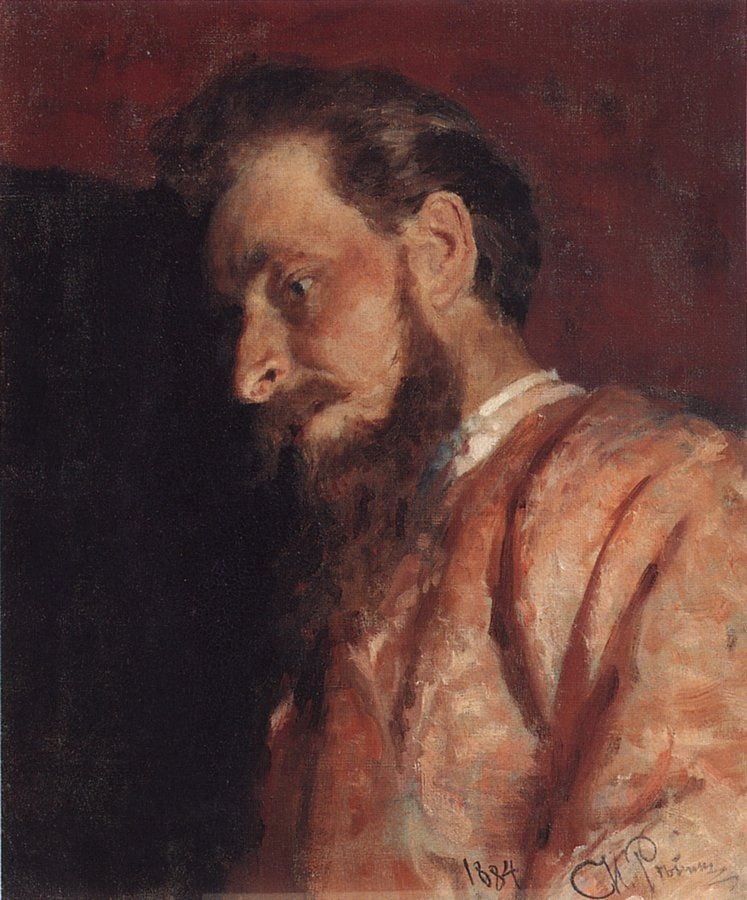
Менк

Впервые картина была показана в 1885 году друзьям художника, среди которых были Крамской, Шишкин, Ярошенко, Брюллов и другие; по воспоминаниям Репина, гости были ошеломлены и долго молчали, ожидая, что скажет Крамской.

## Отзывы и реакция
Картина весьма не понравилась императору Александру III и его окружению, в результате чего 1 апреля 1885 года была запрещена к показу, тем самым став первой картиной, подвергшейся цензуре в Российской империи, а П. М. Третьякову, купившему картину, предписывалось «не допускать для выставок и вообще не дозволять распространения её в публике какими-либо другими способами». Запрет был снят через три месяца, 11 июля 1885 года, по ходатайству художника А. П. Боголюбова, близкого ко двору.

Меня охватило чувство совершенного удовлетворения за Репина. Вот она, вещь, в уровень таланту… И как написано, Боже, как написано!… Что такое убийство, совершенное зверем и психопатом?.. Отец ударил своего сына жезлом в висок! Минута… В ужасе закричал… схватил его, присел на пол, приподнял его… зажал одной рукою рану на виске (а кровь так и хлещет между щелей пальцев)… а сам орет… Этот зверь, воющий от ужаса… Что за дело, что в картине на полу уже целая лужа крови на том месте, куда упал на пол сын виском… Эта сцена действительно полна сумрака и какого-то натурального трагизма…— И. Н. Крамской

 Удивительное ныне художество — без малейших идеалов, только с чувством голого реализма и с тенденцией критики и обличения. Прежние картины того же художника Репина отличались этой наклонностью и были противны. А эта его картина просто отвратительна. Трудно и понять, какой мыслью задается художник, рассказывая во всей реальности именно такие моменты. И к чему тут Иоанн Грозный? Кроме тенденции известного рода, не приберешь другого мотива. Нельзя назвать картину исторической, так как этот момент и всей своей обстановкой чисто фантастический, а не исторический— К. П. Победоносцев

Художник впал в шарж и непозволительное безвкусие, представив, вместо царского облика, какую-то обезьяноподобную физиономию. В сознании каждого из нас, на основании впечатлений, вынесенных из чтения исторических повествований, из художественных пластических или сценических воспроизведений личности Иоанна Грозного, составился известный образный тип этого Царя, который не имеет ничего общего с представленным на картине г. Репина. — Профессор анатомии Императорской Академии художеств Ф. П. Ландцерт

Молодец Репин, именно молодец. Тут что-то бодрое, сильное, смелое и попавшее в цель… У нас была геморроидальная полоумная приживалка-старуха, а ещё есть Карамазов-отец — и Иоанн ваш это для меня соединение этой приживалки и Карамазова, и он самый плюгавый и жалкий, жалкий убийца, какими они и должны быть, и правдивая смертная красота сына, — хорошо, очень хорошо….— Л. Н. Толстой

### В современной России

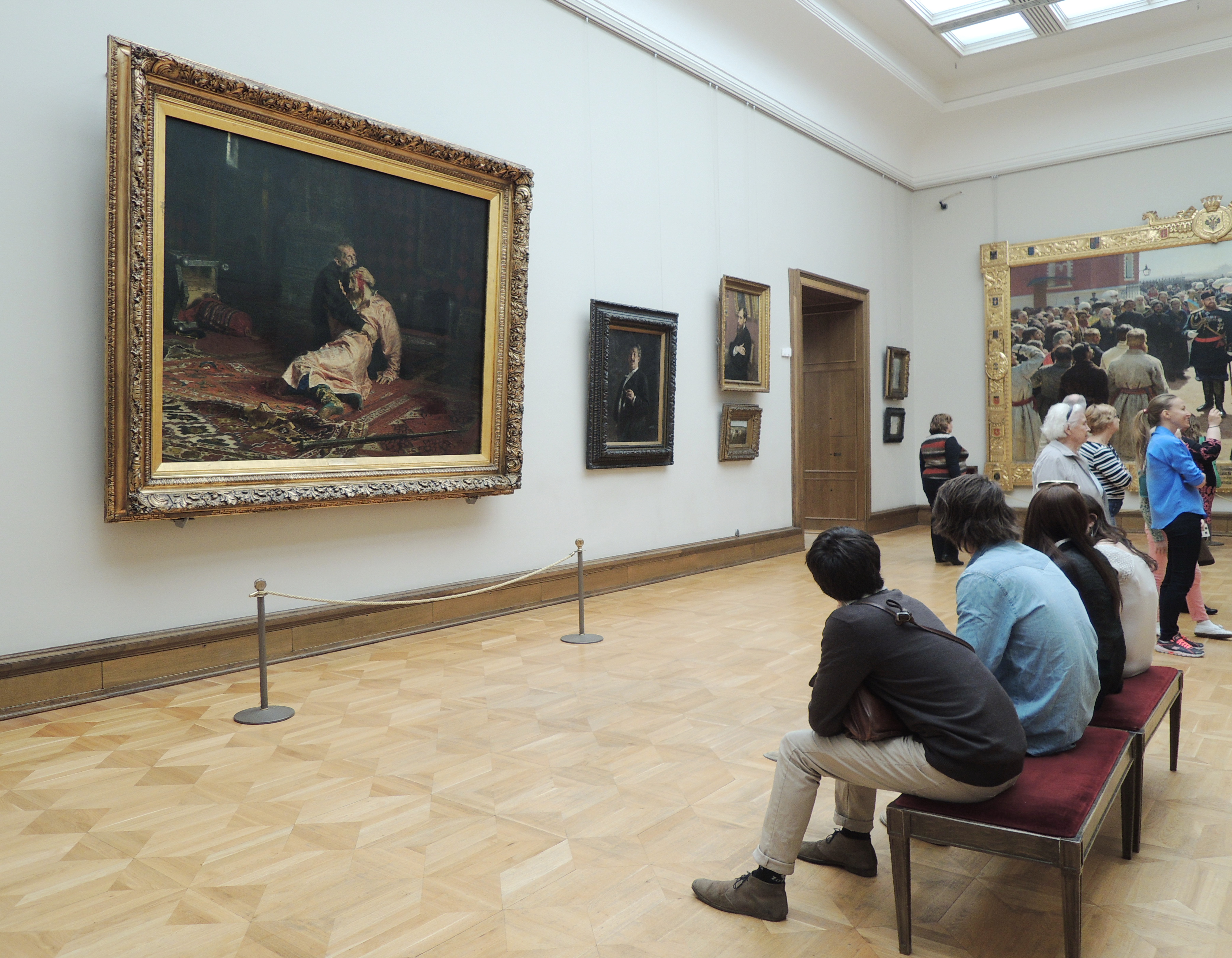
Картина в экспозиции в 2011 году

В октябре 2013 года группа историков и православных активистов, вдохновленных давним апологетом царя Ивана и сторонником его канонизации В. В. Бойко-Великим, обратилась к министру культуры РФ Владимиру Мединскому с просьбой убрать картину из Третьяковской галереи, заявив, что данное произведение оскорбляет патриотические чувства русских людей. Директор Третьяковской галереи Ирина Лебедева заявила, что картина не будет убрана из постоянной экспозиции.
После этого арт-группа «Митьки» в насмешку над этой петицией объявила о том, что начала работу над картиной «Митьки дарят Ивану Грозному нового сына», которой при необходимости можно будет заменить полотно Ильи Репина. Картину они написали, но оставили себе.

## Вандализм

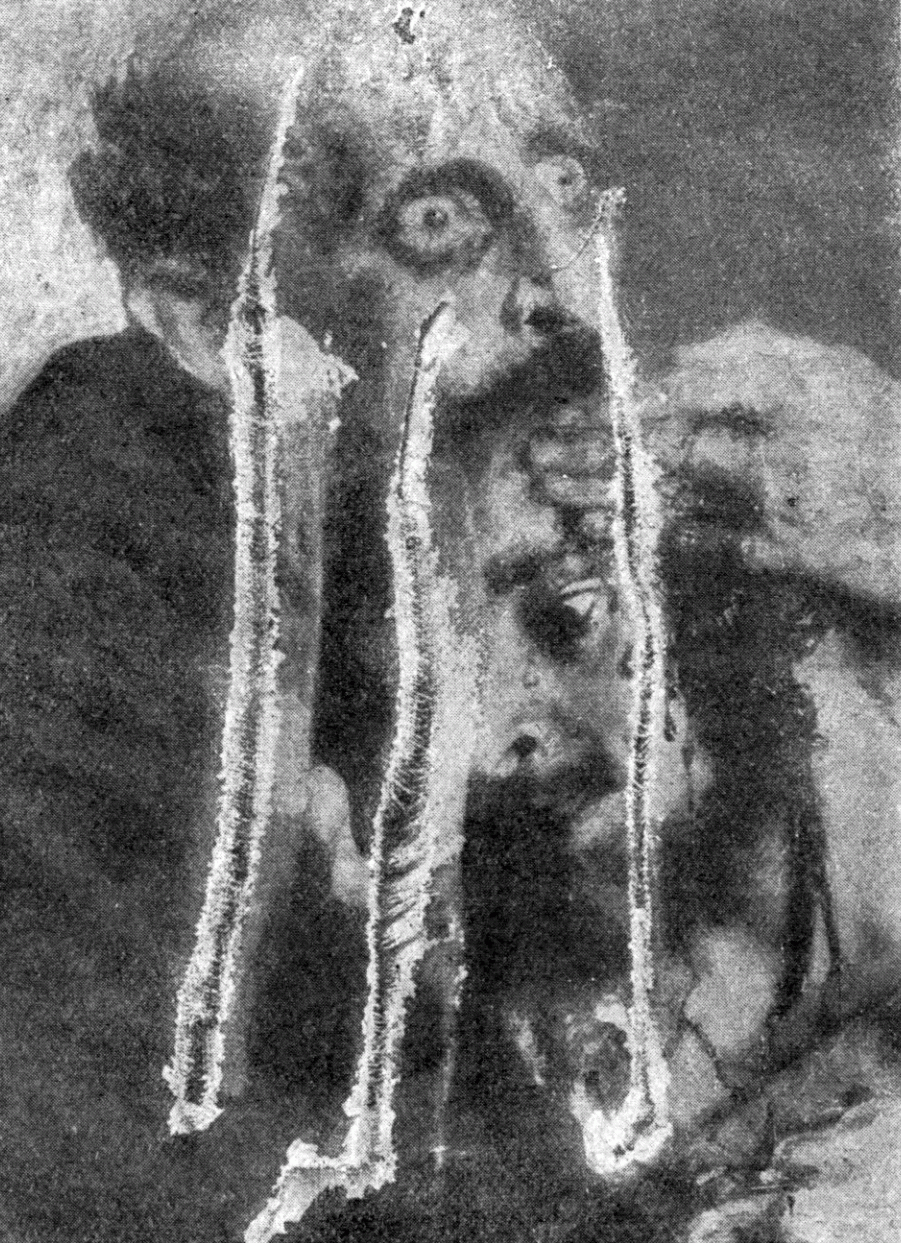
Исполосованные лица Ивана Грозного и царевича Ивана. 1913 год

### 1913 год
16 января 1913 года картина пострадала от трёх ударов ножом, которые нанёс 29-летний иконописец, старообрядец, сын крупного мебельного фабриканта Абрам Балашов, после чего лица изображённых художнику пришлось воссоздавать фактически заново. Хранитель Третьяковской галереи Егор Хруслов, узнав о порче картины, бросился под поезд; попечитель музея Илья Остроухов после случившегося тут же подал в отставку. Московская городская дума избрала на его место Игоря Грабаря.
Абрам Балашов, до того неоднократно посещавший Третьяковскую галерею и знакомый её служащим, совершил нападение на картину в 10:30 утра. Проходя через залы, он сперва остановился перед картиной «Боярыня Морозова» и что-то шептал перед ней, а при входе в зал, где находится работа Репина, вдруг с неистовым криком бросился к ней, перескочил через ограждающие барьер и шнур и со словами: «Довольно смертей, довольно крови» три раза полоснул картину ножом.
Балашов сделал на картине три продольных разреза, от восьми до восьми с половиной вершков каждый и шириной в 1 дюйм: все три пришлись на то место, где сходятся лица царя и его сына. Центральный порез, идущий из-под правого глаза царя, полностью уничтожил правый глаз царевича, минуя нос, который был лишь немного задет. Все порезы были вертикальные и параллельны между собой, имели зигзагообразный вид. Удары были так сильны, что нож вонзился в перекладину подрамника.
Служащий музея Шейко, начавший следить за Балашовым после того, как заметил его стоящим у картины «Боярыня Морозова», следовавший за ним на некотором расстоянии, тут же бросился за ним, однако успел его обезоружить лишь после того, как было сделано три удара по картине.
Задержанного до прибытия полиции отвели в контору галереи, где он всё время сидел в крайне подавленном состоянии духа, закрывая лицо руками и неоднократно повторяя: «Господи, что я сделал».
На допросе Балашов показал, что давно задумал изрезать картину.
Зал, в котором находилась картина, был немедленно изолирован железными дверями. Попечитель Третьяковской галереи И. С. Остроухов тут же прибыл в музей и, осмотрев повреждённую картину, убедился в возможности её реставрации благодаря тому, что разрезы продольные. Он тут же телеграфировал в Куоккалу И. Е. Репину и в Петербург реставратору Эрмитажа Д. Ф. Богословскому, прося их приехать в Москву и помочь в реставрации.
Согласно свидетельству Корнея Чуковского, Репин был уверен тогда, что одна из его лучших работ истреблена безнадёжно. Прибыв в Москву и лично осмотрев картину в Третьяковской галерее, он обратился к попечителю музея И. С. Остроухову со словами «Ведь это же непоправимо». В конце концов было решено, что механические повреждения холста будут исправлены реставратором Богословским путем дублирования, а пострадавшую живопись будет восстанавливать сам Репин лично.
Богословский приехал в Москву утром 24 января (6 февраля) 1913 года и тут же со своим помощником И. И. Васильевым приступил к работе. Холст был снят с подрамника и растянут на специально изготовленной доске. Затем картина была перенесена на новый холст и натянута на специально заказанный подрамок со щитами. Утверждалось, что на этом подрамке картина будет настолько прочна, что её нельзя будет прорезать даже с обратной стороны. После длительного процесса дублирования и нескольких дней просушки к своему этапу работы приступил Репин.
Газета «Петербургский листок» отметила, что в течение 10 дней в Петербурге были раскуплены все открытки с репродукцией картины Репина, а оптовые торговцы открытками были завалены заказами из провинции по двойной цене.

### 2018 год

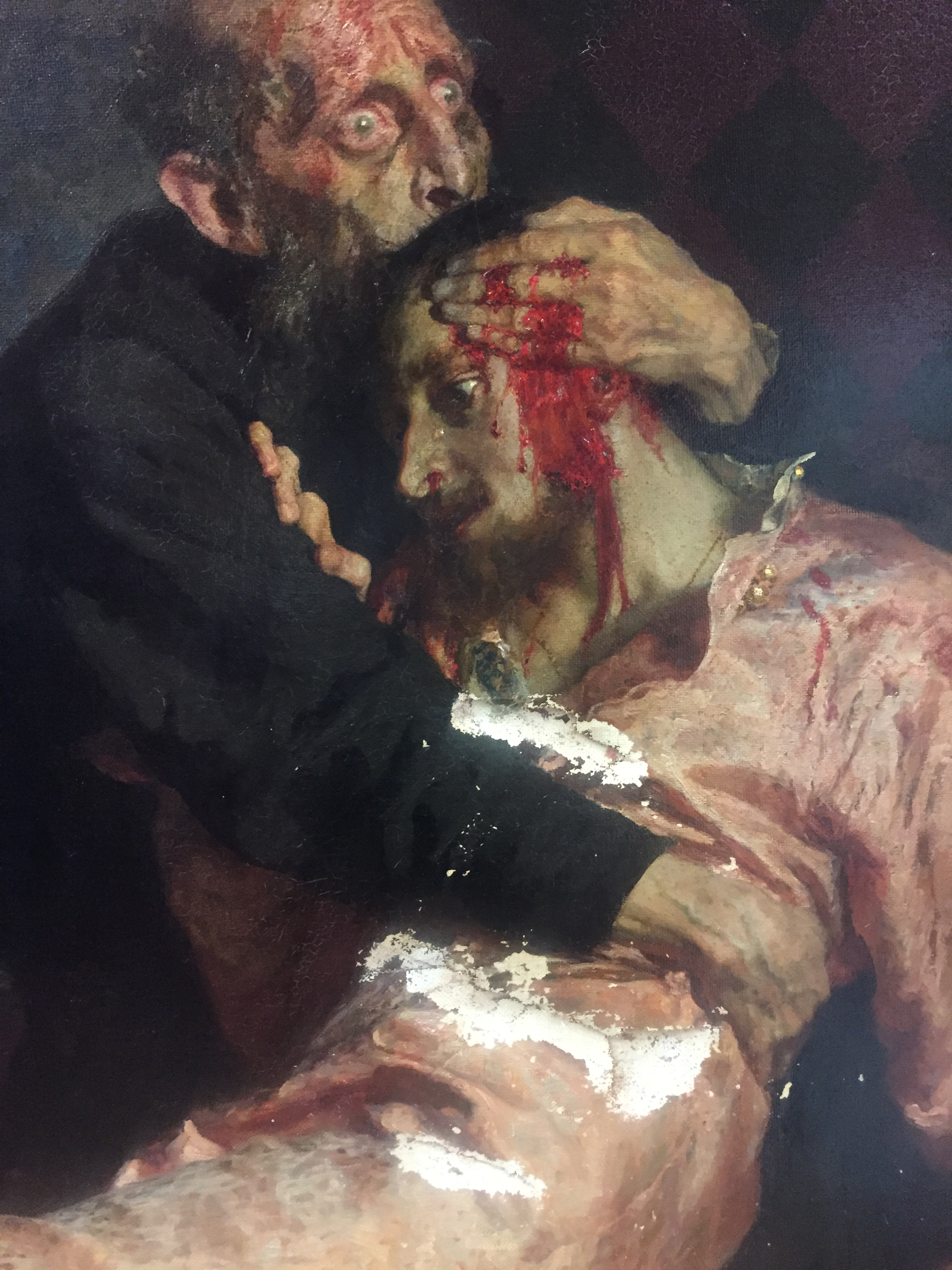
Последствия вандализма 25 мая 2018 года

25 мая 2018 года в 20:55, за 5 минут до окончания работы Третьяковской галереи, мужчина из числа последних посетителей прорвался в уже пустой зал И. Е. Репина сквозь группу сотрудников музея, проводивших плановый обход залов перед их закрытием, и, схватив металлическую стойку ограждения, сделал несколько ударов по картине. Толстое стекло, защищавшее работу от колебаний температурно-влажностного режима, было разбито; холст прорван в трёх местах в центральной части работы на фигуре царевича; лица и руки изображённых не пострадали. Падающее стекло серьёзно повредило авторскую художественную раму.
Практически сразу после события реставраторы музея провели неотложные аварийные работы: были извлечены осколки стекла, произведён демонтаж картины и рамы, после чего работа была изъята из постоянной экспозиции и перенесена в реставрационную мастерскую музея.
Вандалом оказался человек по имени Игорь Подпорин, 37-летний безработный, прописанный в Воронежской области. Свои действия он объяснил тем, что картина оскорбляет чувства верующих и является исторически недостоверной. Семья Подпорина — беженцы из Узбекистана, где Подпорин в возрасте около 16 лет привлекался к уголовной ответственности за хулиганство и получил условный срок. Осенью 2018 года он был признан вменяемым, ему было предъявлено обвинение по статье 243 УК РФ (уничтожение или повреждение объектов культурного наследия (памятников истории и культуры) народов Российской Федерации, включённых в единый государственный реестр объектов культурного наследия). Материальный ущерб от действий Подпорина составляет не менее 30 миллионов рублей. 30 апреля 2019 года Игорь Подпорин был приговорён к 2,5 годам колонии.
С 2018 года картина находится в процессе реставрации. На юбилейной ретроспективной выставке Репина, проходившей с 16 марта по 18 августа 2019 года в Третьяковской галерее, картину символизировало специально оформленное пространство, встречавшее посетителей на входе; также были подготовлены мультимедийная программа и издание в серии «История одного шедевра», посвящённые повреждённой картине.

#### Исследование

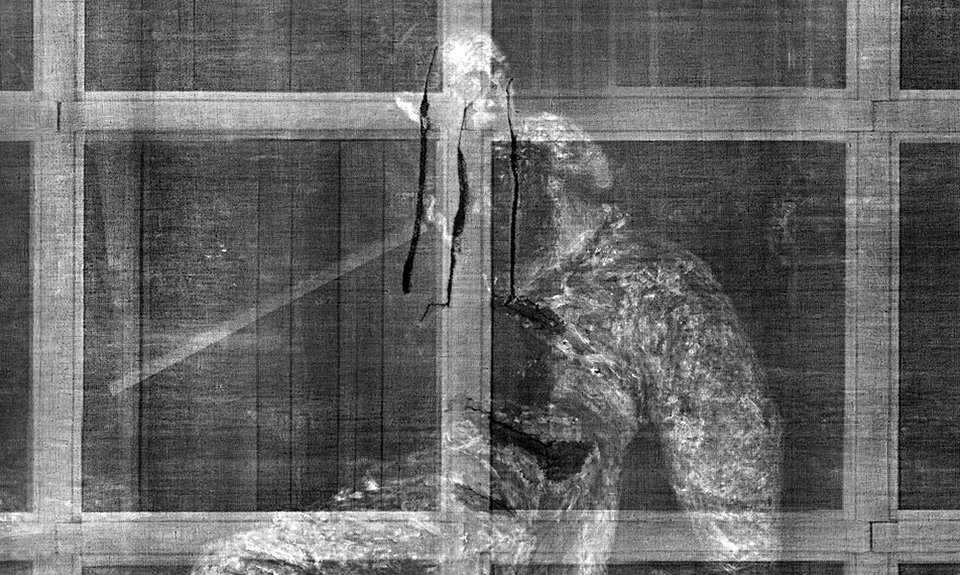
Рентгеновская панорама картины «Иван Грозный и сын его Иван 16 ноября 1581 года» Фото: Государственная Третьяковская галерея

После трагического нападения на картину в мае 2018 года сотрудники Третьяковской галереи сразу же взялись за планирование восстановления картины. На первом этапе работы были проведены несколько Реставрационных советов, нацеленных на разработку подробного плана последующих мероприятий. Главной целью предварительных исследований стало определение состава материалов, используемых в произведении, а также выявление причины или комплекса причин, которые привели к хроническим проблемам в сохранении картины.
В соответствии с четко выработанным планом, масштабная подготовительная работа была завершена в первом квартале 2019 года. Команда специалистов отдела комплексных исследований, во главе с Юлианом Александровичем Халтуриным подготовила обширный отчет, охватывающий все этапы выполненных исследований. Были проведены детальная микроскопия и фотосъемка в видимом свете, а также в ультрафиолетовом и инфракрасном диапазонах. Впервые в истории полотно было рентгенографировано с использованием методики панорамной бесконтактной рентгенографии, специально разработанной для этой картины музейным рентгенологом Митраковым Николаем, чтобы избежать повреждения художественного произведения.
Кроме того, был проведен сложный комплекс химических исследований, который позволил раскрыть все особенности материалов, использованных в работе художника. Полученные результаты стали основой для формулирования реставрационной задачи и были важной составляющей в разработке методики восстановления произведения искусства.

#### Реставрация
Реставрацию картины спонсировал «Сбербанк», срок её завершения постоянно сдвигался, поскольку музей планировал сделать всё максимально качественно. На сайте музея была создана страница — «Дневник реставрации».
В первом квартале 2019 года в музее был завершён этап предреставрационных исследований картины.

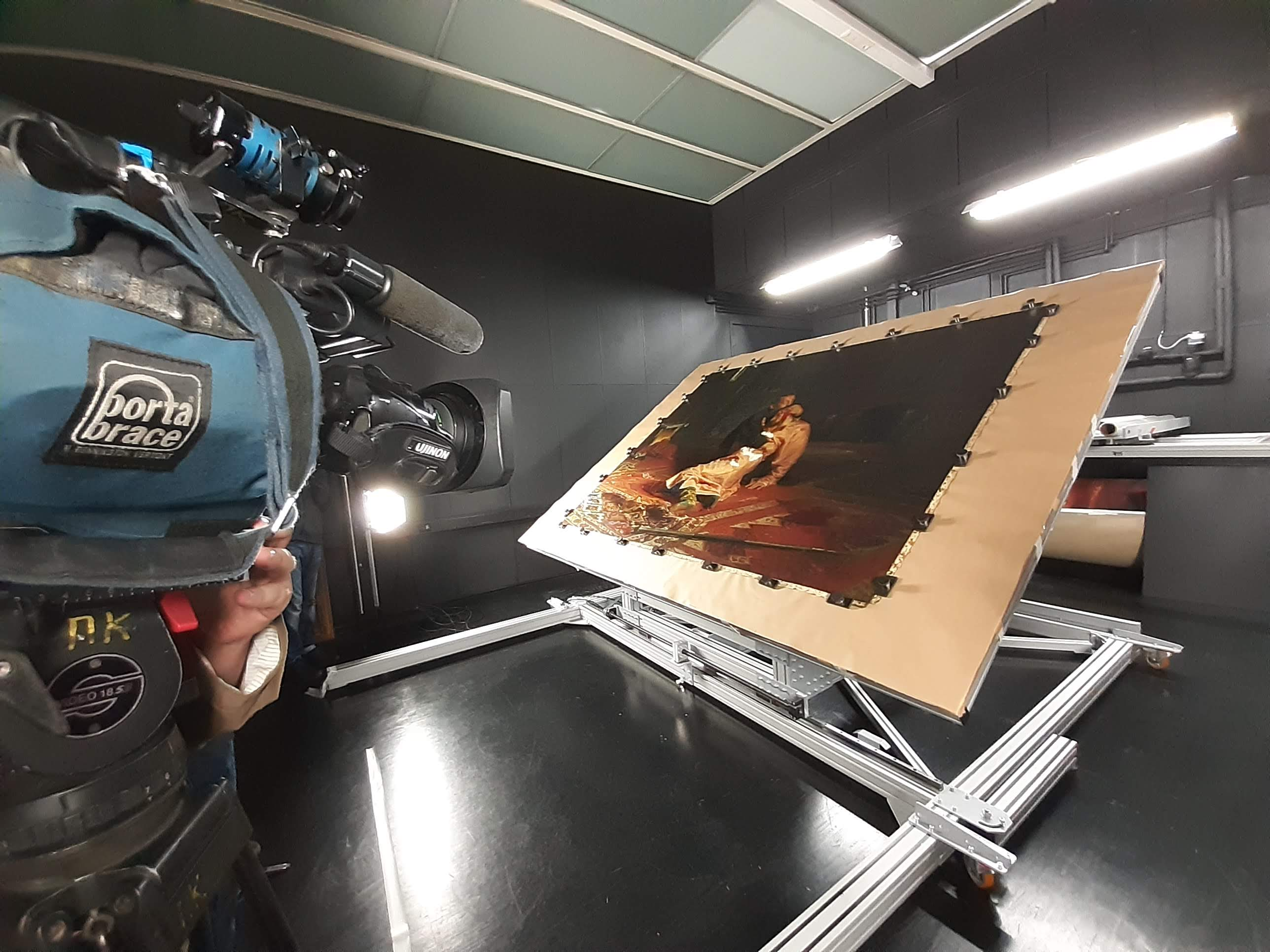
Картина на специальном реставрационном столе, холст распластан с помощью магнитов (2021 год)

Спустя полтора года после нападения, в декабре 2019 года, галерея сообщила, что картина лежит лицом вниз на реставрационном столе-трансформере, который пришлось проектировать специально для такого большого полотна. Кроме того, пришлось построить отдельную реставрационную мастерскую, куда бы она могла поместиться (в ранее пустовавшем пространстве между основным зданием музея и депозитарием). Состояние «Ивана Грозного и сына его Ивана», по словам главного хранителя музея Татьяны Городковой, «сложное, но стабильное». Для её осмотра и консультаций были приглашены лучшие западные специалисты. Реставраторы констатировали, что проблема «в плохом общем состоянии полотна. Картина „хронически больна“ — так говорят в Третьяковской галерее. И реставраторам предстоит не просто восстановить три крупные осыпи на фигуре царевича, появившиеся от недавних ударов, но решить задачу с хроническим отслоением красочного слоя по всей поверхности картины». Заведующий отделом комплексных исследований ГТГ Юлиан Халтурин рассказал, что «слабая связь красочного слоя и основы была отмечена ещё в 1934 году, с тех пор состояние картины постоянно контролируется. Именно из-за этой хрупкости картина никогда не покидала стен Третьяковской галереи — кроме эвакуации 1941 года, но и тогда полотно не сматывали на вал, а везли между двух щитов. После нападения первого вандала, в 1913 году, картину дублировали (приклеили для укрепления на второй холст) и усилили сзади фанерным щитом — именно он принял в 2018 году главный удар. Однако то, что, с одной стороны, спасло картину, с другой — могло ей повредить: основной холст и дублировочный были разной плотности, подвергались усадке неодинаково, это могло вызвать напряжения в красочном слое». Толчок к разрушению могла дать ситуация 1922 года, когда дождливой осенью неотапливаемые залы галереи так отсырели, что хранители собирали влагу со стен тряпками. На тот момент второй, дублировочный холст с картины был убран. В этот период реставрации проводились различные эксперименты, которые были призваны решить проблему с дублированием картины. Кроме того, тщательное изучение и фотографирование картины в рамках подготовки к реставрации позволило выявить больше её деталей — ведь за прошедшие полтора века лак сильно потемнел, а многие пигменты деградировали.
Следующий показ реставрируемой картины произошёл в марте 2021 года: снятый с подрамника холст был очищен от осетрового клея. Было установлено, что слой лака толще слоя собственно авторских красок, и было принято решение лак утончить. Была произведена пробная расчистка. Реставраторам требовалось найти адгезив, который не конфликтовал бы со всеми составляющими первоначального слоя и всех многочисленных реставраций XX века.
В мае 2022 года 4-летняя реставрация официально завершилась. 17 мая прошел расширенный реставрационный совет. 23 мая картина была представлена на пресс-конференции журналистам в одном из репинских залов постоянной экспозиции в Лаврушинском переулке. Среди проведенных реставрационных работ — ликвидация всех «хронических болезней картины», расчистка от позднего лака, был убран старый дублирующий холст, который создавал натяжение авторского холста, картина была укреплена. Однако после пресс-конференции картина сразу была возвращена в фондохранилище. Третьяковская галерея приступила к привлечению спонсорских средств на создание антивандальной и антибликовой витрины. Была озвучена ориентировочная дата возвращения картины в залы постоянной экспозиции — начало 2023 года, однако позже сроки сдвинулись.
В 2023 году вся команда реставраторов галереи во главе с Андреем Голубейко получила за реставрацию картины премию газеты The ArtNewspaper Russia ("за глубоко научный подход и новые технологические разработки в деле возрождения многострадального шедевра русской живописи), а затем Государственную премию России (отдельно Андрей Голубейко и Александра Орловская).
В конце декабря 2024 года возвращена в постоянную экспозицию. Картина помещена в специальную антивандальную капсулу под защитное стекло.

## В искусстве
- Картина мелькает на стене в фильме «Иван Васильевич меняет профессию», создавая пародийный эффект.
- 1994 — песня «Иван Грозный убивает сына Ивана» Александра Городницкого.
- 2013 — картина «Митьки дарят Ивану Грозному нового сына». Картина представляет собой полотно два на два с половиной метра. На ней изображен стоящий на коленях Иван Грозный, встречающий делегацию «митьков». Первый «митек» в валенках, треухе и тельняшке несет запеленатого младенца, второй — пеленки, третий — свидетельство о рождении[17].
- 2019 — песня «Царь и сын его Иван» музыкального проекта Forces United.
- В 2019 году в книге «Воры, вандалы и идиоты. Криминальная история русского искусства» С. А. Багдасаровой вышел рассказ об обоих нападениях «Поклеп на праведного Иоанна» (жанр: сатира, научная фантастика / обмен разумов)
- В 2021 году исландский художник Рагнар Кьяртанссон для выставки в Доме культуры «ГЭС-2» сделал видеореконструкцию обоих нападений, назвав её «Грозный-прегрозный». На двух гигантских экранах они показывались как параллельные события[39].